# SpagoBI
SpagoBI (ora KNOWAGE) è la suite per la Business Intelligence interamente open source, supportata dall'iniziativa di software libero/open source SpagoWorld, la quale è sviluppata e gestita da Engineering Ingegneria Informatica.
SpagoBI supporta i processi decisionali di business quotidiani e strategici, sia a livello direzionale che operativo. SpagoBI è una "suite di BI" in quanto copre tutte le aree analitiche della Business Intelligence, a supporto di sviluppatori e amministratori nello svolgimento delle loro attività quotidiane.
SpagoBI è open source in quanto distribuito sotto licenza Mozilla Public License, la quale protegge la libertà di utilizzare, copiare, modificare, distribuire, studiare, cambiare e migliorare il software, consentendone anche l'utilizzo commerciale.
SpagoBI è ospitato all'interno del Forge del Consorzio OW2, che contribuisce allo sviluppo collaborativo di un ecosistema di lunga durata. OW2, un'organizzazione no-profit indipendente, garantisce la disponibilità del codice open source nel tempo.
Le versioni successive a SpagoBI 5.2 sono rilasciate sotto il nuovo brand KNOWAGE.

## Architettura

### SpagoBI Server
SpagoBI Server è il modulo principale della suite e comprende le funzionalità centrali e analitiche della stessa. È basato su due modelli concettuali (modello analitico, modello di business) e fornisce una vasta gamma di servizi amministrativi e trasversali alla piattaforma.
Il modello Analitico costituisce il cuore di SpagoBI Server ed offre diverse soluzioni per le varie aree analitiche:
- Report, per la rappresentazione dei dati strutturati
- Analisi OLAP, per navigare attraverso i dati
- Grafici, per una rappresentazione semplice ed intuitiva delle informazioni
- Dashboard in tempo reale, per il monitoraggio dei KPI (Key Performance Indicators)
- Modello KPI, per costruire ed esaminare il proprio modello di monitoraggio prestazionale
- Statistiche geo-referenziate, per la rappresentazione geografica dei dati
- Cockpit, per la realizzazione di cruscotti strutturati ed interattivi
- Interrogazione libera dei dati (QbE), per comporre liberamente le proprie interrogazioni e generare template di reportistica
- Data mining, per scoprire informazioni nascoste
- Documenti Office, per la pubblicazione di documenti Office sotto il controllo del modello comportamentale
- Dossier Analitici, per raccogliere documenti e le relative note inserite dall'utente
- Report accessibili, secondo le norme internazionali WCAG 2.0 e la legge nazionale italiana Legge Stanca
- Console Real-time, a supporto del monitoraggio applicativo
- Smart Filter, per la selezione guidata dei dati
- Processi esterni, per l'esecuzione di processi esterni, in grado di interagire con i sistemi OLTP
- Processi ETL (Extract Transform Load), per la raccolta dei dati da diverse sorgenti.

Il Modello Comportamentale regola la visibilità sui documenti e sui dati, in relazione al ruolo dell'utente finale. Il Modello Comportamentale permette di ridurre il numero di documenti analitici da sviluppare e mantenere, garantendo la crescita armonica del progetto nel tempo, nel rispetto delle regole di visibilità.
I Tool di Amministrazione supportano gli sviluppatori, le persone dedicate ai test e gli amministratori attraverso varie funzionalità, quali: schedulatore, import/export, sincronizzazione dei ruoli, gestione dei menù, audit & monitoring, gestione delle sottoscrizioni e delle interfacce grafiche per ogni tipo di configurazione.
I Servizi Trasversali comprendono le funzionalità della piattaforma utilizzabili su tutte le aree analitiche, quali il Single Sing On, alert e notifiche, workflow, motore di ricerca, strumenti collaborativi, motore di regole, invio mail, ranking, export multiformato, cartelle personali, navigazione trasversale e gestione dei metadati.

### SpagoBI Studio
SpagoBI Studio è l'ambiente di sviluppo integrato, basato su Eclipse, che supporta lo sviluppatore nella fase di progettazione del documento e nella fase di installazione e test, eseguibile direttamente su SpagoBI Server. L'interazione tra questi componenti avviene attraverso il modulo SpagoBI SDK.

### SpagoBI Meta
SpagoBI Meta consente la gestione ed interrogazione dei metadati. La piattaforma gestisce metadati tecnici e di business, permettendo all'utente di modificarli o importarli da tool esterni, quali l'ETL.

### SpagoBI SDK
SpagoBI SDK è lo strumento a supporto dell'interrogazione dei servizi forniti dal server. È utilizzato da SpagoBI Studio per eseguire operazioni che permettono all'utente di scaricare e caricare i documenti analitici sul Server. SpagoBI SDK ha il doppio obiettivo di integrare (attraverso servizi fruibili via Web service) e pubblicare i documenti di SpagoBI direttamente all'interno di un portale esterno.